# Autovía del Norte de Gran Canaria
La autovía del Norte de Gran Canaria o GC-2 es una autovía que une Las Palmas de Gran Canaria con el norte y noroeste de la isla hasta La Aldea de San Nicolás. Esta vía soporta un tráfico de 30.000 vehículos aproximadamente. Gran parte de la infraestructura la componen autovías, pero también hay zonas cuyos tramos son vías rápidas de dos carriles por sentido, cuyos accesos a los núcleos urbanos colindantes son rotondas y están regulados por semáforos. Hasta el año 2017, la autovía se prolongaba hasta Agaete, pero se planea prolongar esta vía hacia La Aldea de San Nicolás. En 2019, ya estaba en funcionamiento el tramo que conecta El Risco con La Aldea de San Nicolás, pero aún falta construcción de la carretera que conecte Agaete con El Risco. Se prevé que la obra termine en 2027

## Historia
La construcción de esta infraestructura fue bastante más compleja que la construcción de la autopista del Sur de Gran Canaria, debido principalmente a su orografía, más montañosa en el norte que en el sureste de Gran Canaria. Principalmente por esto y por la priorización de la conectividad entre Las Palmas de Gran Canaria y los núcleos turísticos del sur de la isla, han hecho que la GC-2 en la actualidad aún no haya sido finalizada en su totalidad.
Años atrás solo había una carretera que conectara la capital grancanaria con los núcleos del norte. Esta carretera nacía en lo que era la muralla norte de Las Palmas de Gran Canaria (actualmente, las calles Bravo Murillo y Muelle de Las Palmas). Esta carretera bordeaba el Castillo de Mata, subía por el Barranco de Las Rehoyas y avanzaba al interior hacia Tamaraceite y Arucas. Desde Arucas, la carretera se ramificaba en dos: una que iría bordeando la costa por Bañaderos y San Andrés hasta los pueblos de Guía, Gáldar y Agaete; y otra que iría por el interior por Firgas y Moya cruzando el Barranco de Azuaje. La carretera del interior desembocaría en la carretera costera por Albercón de la Virgen, en Guía. 
El trayecto actual no surgiría hasta la década de 1970 aprovechando la carretera que conectaba el barrio de guanarteme  con Costa Ayala y Tinocas. Este trazado que consta de doce kilómetros se inauguró en marzo de 1971 y uniría la ciudad de Las Palmas de Gran Canaria con Bañaderos sin pasar por Arucas, pudiendo reducir el tiempo de trayecto desde la ciudad hasta el noroeste de la isla. El gran desafío de este tramo fue la construcción de un puente sobre el Barranco de Tenoya. Sin embargo, aún había problemas para el tránsito en la zona de la Bahía del Rincón, debido a los desprendimientos del acantilado y al fuerte oleaje. En vistas también al futuro desdoblamiento de la nueva carretera, se propuso crear una escollera que haría ganar tierra al mar en esta bahía provocando la destrucción de la Peña de la Gaviota. Esto causó un enorme debate sobre los problemas que podría generar para el ecosistema, sobre todo para el entorno de la Playa de Las Canteras. La variante sería inaugurada en 1986.
Por otro lado, el tramo que conecta El Pagador con Guía también presentaba problemas por lo que se demandaba una carretera menos sinuosa que facilitara el tránsito entre el noroeste y Las Palmas de Gran Canaria. Es por eso que en 1967 se propone la construcción de dos puentes que cruzaran los Barrancos de Moya y San Felipe, que serían popularmente conocidos como los Puentes de Silva. Las obras fueron licitadas en 1976 y alcanzarían un presupuesto de 1.500 millones de pesetas. La variante de Silva fue inaugurada en agosto de 1981 y, por aquel entonces, el puente sobre el Barranco de San Felipe sería el más alto de España, con una altura de 128 metros y una longitud de 416 metros.

A principios de la década de 1990 se procedió al desdoblado de la carretera desde Guanarteme hasta el  8 a Arucas (La Granja). También se construyó una variante que conectaría Guanarteme con la Avenida Marítima permitiendo, de esta forma, que el tráfico que acceda al norte desde el sur de Gran Canaria evite pasar por la ciudad. Para salvar tanto el relieve como para evitar la ruptura de la trama urbana en la ciudad, se procedió a la construcción de un túnel bajo el barrio de La Minilla (los túneles de Julio Luengo) y la construcción de un puente en arco sobre el Barranco de Tamaraceite (Puente del Rincón). Este tramo sería inaugurado a finales de 1994. En diciembre de 1998 se inauguró el tramo que conecta el barrio de Albercón de la Virgen, en Guía, con el enlace a Sardina del Norte. En 1999 se terminó el tramo entre este enlace y San Isidro. Sin embargo, para marzo del 2000 no se prolongaría la autovía hasta Agaete con la finalización de las obras del Viaducto del Juncal. 

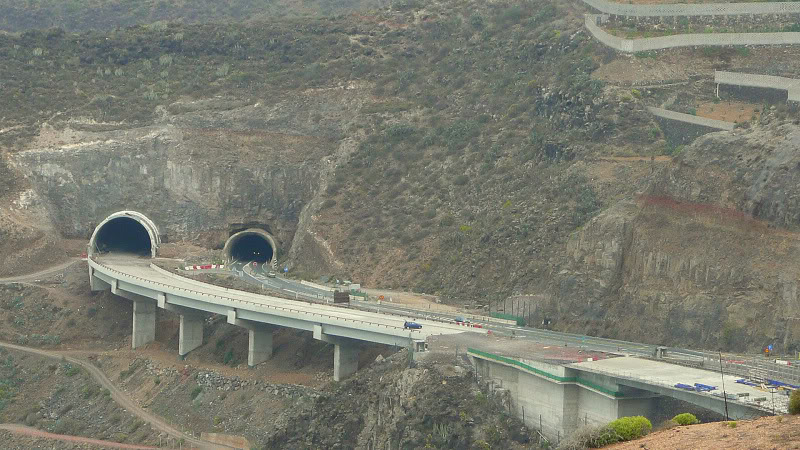
Fotografía de las obras del desdoblamiento del Puente de Silva

Desde entonces, las ampliaciones de la autovía no ha estado exenta de problemas. A principios de la década de los 2000 hubo un proyecto para conectar las autovías de Las Palmas de Gran Canaria-La Granja y Guía-Agaete mediante una variante que circunvalaria Bañaderos, San Andrés y  El Pagador. Sin embargo, este proyecto se descartó porque era más rentable desdoblar la carretera existente, además del impacto paisajístico que podría haber producido tal variante. Este desdoblamiento entre Bañaderos y Pagador fue abierto en 2002 como una vía rápida de dos carriles por sentido, regulado por semáforos y con rotondas. No obstante, todavía se contempla la construcción de tal variable. En diciembre de 2009, se ampliaría la autovía desde La Granja hasta Bañaderos. En septiembre de 2012 se inaugura el desdoble entre Pagador y Guía tras seis años de obra que conllevó a la construcción varios puentes. Entre ellos, otros dos puentes de grandes dimensiones en los Barrancos de Moya y San Felipe paralelos a los ya existentes. Esta obra tuvo un coste de 64 millones de euros. Por otra parte, el 4 de agosto de 2021 se inauguró la desembocadura de la Circunvalación de Las Palmas de Gran Canaria en la  GC-2  a la altura del  8.

### Tramo Agaete-La Aldea
En 2008 se licitó la construcción de una carretera nueva que conectará Agaete y La Aldea, debido a la sinuosidad de su trazado y por los desprendimientos que se suelen producir en ella, lo que ha llevado a desarrollar una importante obra para salvar estos problemas. Para ello, se construyó un túnel de más de tres kilómetros bajo Andén Verde. Este túnel es actualmente el más largo de Canarias. La obra empezó en junio de 2009 y se dividieron en dos fases (La Aldea-El Risco y El Risco-Agaete), pero debido a la Crisis Económica la primera fase se demoró ocho años. En julio de 2017 se completó la apertura del tramo entre El Risco y La Aldea de San Nicolás para reemplazar la antigua carretera  GC-200 .  Las obras de la fase que conecta El Risco con Agaete comenzaron en octubre de 2019. El 9 de febrero de 2024 se inauguraron los Tuneles de Faneque tras cuatro años de obras y con un retraso de dos años tras su fecha de inauguración prevista debido a un yacimiento arqueológico encontrado en el Lomo de la Aulaga, en el acceso a El Risco. De esta forma aun faltarían por completar casi siete kilómetros para reemplazar la antigua carretera a falta de que se construyan los viaductos de La Palma y El Risco.

## Tramos
| Origen                               | Destino             | Inauguración                                                                  |
| ------------------------------------ | ------------------- | ----------------------------------------------------------------------------- |
| 1 Alcaravaneras                      | 2B Guanarteme       | 1994 (Inauguración Tuneles Julio Luengo)                                      |
| 2B Guanarteme                        | 8 Arucas/La Granja  | 1971 (Un carril) 1986 (Variante de la Peña de la Gaviota) 1994 (Dos carriles) |
| 8 Arucas/La Granja                   | 12 Bañaderos        | 1971 (Un carril) 2009 (Dos carriles)                                          |
| 12 Bañaderos                         | 15 El Pagador       | 2002 (Desdoble)                                                               |
| 15 El Pagador                        | 21 Llano Parra      | 1981 (Inauguración Puentes de Silva) 2012 (Desdoble)                          |
| 21 Llano Parra                       | 25 Gáldar           | 1998                                                                          |
| 25 Gáldar                            | 28 Las Quintanas    | 1999                                                                          |
| 28 Las Quintanas                     | 32 Agaete           | 2000 (Un carril)                                                              |
| Tramo Agaete-La Aldea de San Nicolás |                     |                                                                               |
| Agaete                               | Hoya de Segura      | En obras                                                                      |
| 37 Hoya de Segura                    | 39 El Risco         | 2024                                                                          |
| El Risco                             | Finca de Tirma      | En obras                                                                      |
| 41 Finca Tirma                       | 51 Pto. de La Aldea | 2017                                                                          |

## Salidas

### Tramo Las Palmas GC-Agaete
| Salida | Carriles | Sentido Oeste (Ascendente)                                      | Sentido Este (Descendente)                                      | Carriles | Enlace                                          | Notas                                                                          |
| ------ | -------- | --------------------------------------------------------------- | --------------------------------------------------------------- | -------- | ----------------------------------------------- | ------------------------------------------------------------------------------ |
| 1      |          |                                                                 | C/Pío XII Alcaravaneras                                         |          | C/Pío XII                                       |                                                                                |
| 2A     |          | Guanarteme Escaleritas Hospital Doctor Negrín Tafira Maspalomas | Guanarteme Escaleritas Hospital Doctor Negrín Tafira Maspalomas |          | GC-23 Avenida José Mesa y López                 | También enlaza con la autovía GC-3                                             |
| 2B     |          | Guanarteme Auditorio Alfredo Kraus Centro Comercial             | Guanarteme Auditorio Alfredo Kraus Centro Comercial             |          | Av. Príncipe de Asturias C/ José Sánchez Peñate |                                                                                |
| 3      |          | Monumento al Atlante                                            | Aguas de Firgas                                                 |          |                                                 |                                                                                |
| 5      |          | Costa Ayala Tinoca Los Giles                                    | Costa Ayala Tinoca Los Giles                                    |          | GC-201                                          |                                                                                |
| 6      |          |                                                                 | Tinoca                                                          |          |                                                 | Barranco de Tenoya Término municipal entre Las Palmas de Gran Canaria y Arucas |
| 7      |          | Montaña Blanca                                                  | Montaña Blanca                                                  |          |                                                 |                                                                                |
| 8A     |          | Arucas Firgas Trasmontaña Cardones Campus                       | Trasmontaña Cardones Campus                                     |          | GC-20                                           |                                                                                |
| 8B     |          |                                                                 | Arucas Firgas Teror Maspalomas / ✈                              |          | GC-3                                            |                                                                                |
| 9      |          | Bañaderos El Puertillo                                          |                                                                 |          | Vía de servicio de GC-2                         |                                                                                |
| 12     |          | Bañaderos Arucas Firgas                                         | Bañaderos Arucas Firgas                                         |          | GC-330                                          |                                                                                |
| 14     |          | Cambio de Sentido                                               | Cambio de Sentido                                               |          | GC-2                                            | Barranco de Azuaje Término municipal entre Arucas y Moya                       |
| 15     |          | El Pagador San Felipe Moya                                      | El Pagador San Felipe Moya                                      |          | GC-291 GC-751 GC-75                             |                                                                                |
| Km 17  |          |                                                                 |                                                                 |          |                                                 | Barranco de Moya Término Municipal entre Moya y Santa María de Guía            |
| 20     |          | Félix Santiago Melián Cenobio de Valerón                        | Félix Santiago Melián Cenobio de Valerón                        |          | GC-291                                          |                                                                                |
| 21     |          |                                                                 | Llano Parra Guía Artenara                                       |          | GC-291 GC-292 GC-70                             |                                                                                |
| 22     |          | Guía La Atalaya                                                 | Guía La Atalaya                                                 |          | GC-295                                          |                                                                                |
| 23     |          | Guía Gáldar                                                     | Guía Gáldar                                                     |          | GC-292                                          | Barranco de Gáldar Término municipal entre Santa María de Guía y Gáldar        |
| 25     |          | Gáldar Sardina del Norte                                        | Gáldar Sardina del Norte                                        |          | GC-292 GC-202                                   |                                                                                |
| 27     |          | San Isidro                                                      | San Isidro                                                      |          | GC-292                                          |                                                                                |
| 28     |          | Hoya de Pineda Piso Firme Las Quintanas Zona Industrial         | Hoya de Pineda Piso Firme Las Quintanas Zona Industrial         |          | GC-220 GC-293                                   |                                                                                |
| Km 30  |          |                                                                 |                                                                 |          |                                                 | Barranco del Juncal Término municipal entre Gáldar y Agaete                    |
| 32     |          | Agaete Puerto de Las Nieves La Aldea                            | Gáldar Las Palmas de GC                                         |          | GC-200 GC-172                                   |                                                                                |

## Municipios
- Las Palmas de Gran Canaria
- Arucas
- Moya
- Santa María de Guía
- Gáldar
- Agaete
- Artenara
- La Aldea de San Nicolás